# 陶曉嫚
陶曉嫚（1986年—），台灣作家、記者，網路媒體《沃草》創辦者之一，公民1985行動聯盟發起人之一。

## 經歷
2008年畢業於台大經濟系，後於《新新聞》擔任記者，採訪路線包含財經、政治，經體制內生涯八年的磨練後，轉職為自由寫手與漫畫練習生。曾參與網路媒體《沃草》創業，亦為公民1985行動聯盟發起人之一。於2018年完成第一本書《性感槍手》，以歷時一年的田調蒐集素材，採訪超過二十位八大從業人員（其中包含男性、跨性工作者）、警察以及相關體系人員，帶社會大眾一窺性產業及其工作者的輪廓。